# Jerzy Skolimowski
Jerzy Skolimowski (Łódź, 1938. május 5. –) lengyel filmrendező, forgatókönyvíró és színész.

## Életpályája
1959-ben végzett a Varsói Egyetem néprajz, irodalom és történelem szakán. 1963-ban végzett a Łódźi Filmakadémián.
Költő, író, szobrász, zenész, Andrzej Wajda és Roman Polański forgatókönyvírója volt. 1984 óta az USA-ban él.

## Filmjei

### Forgatókönyvíróként
- Ártatlan varázslók (1960) (színész is)
- Kés a vízben (1962)
- Vázlat (1964) (színész is)
- Személyleírás (1964) (rendező és színész is)
- Walkower (1965) (színész és rendező is)
- Sorompó (1966) (rendező is)
- Le départ/Indulás (1967) (rendező is)
- Dialóg 20-40-60 (1968) (rendező is)
- Mélyvíz (1970) (rendező is)
- Gerard kalandjai (1970) (rendező is)
- Síkos út (1972) (színész is)
- A kiáltás (1978) (rendező is)
- Fel a kezekkel! (1981) (rendező és színész is)
- A nagy gázsi (1982) (színész, rendező és producer is)
- Halálra rémülve (1986)
- Ferdydurke (1991) (rendező is)
- Négy éjszaka Annával (2008) (rendező és producer is)
- Ölésre ítélve (2010) (rendező is)

### Színészként
- A hamisítvány (1981)
- Halálbalett (1985)
- Nagymenők (1987)
- Támad a Mars! (1996)
- Aki másnak sírt ás... (1998)
- Mielőtt leszáll az éj (2000)

### Rendezőként
- Boksz (1962)
- Dialóg 20-40-60 (1968)
- Király, dáma, bubi (1972)
- Lady Frankenstein (1976)
- Success Is the Best Revenge (1984)
- Fusizás (1985)
- A világítóhajó (1985)
- Tavaszi vizek (1989)

## Művei
- Gdzies blisko siebie (vers)
- Ktos sie utopil (színmű)

## Díjai
- berlini Arany Medve-díj (1967)
- cannes-i Ezüst Pálma-díj (1978)
- Brit Filmdíj (1982)
- a velencei fesztivál különdíja (1985)